# Rebirth (ACIDMANの曲)
「Rebirth」（リバース）は、日本のロックバンドACIDMANの1作目の配信限定シングル。ユニバーサルミュージックより2020年9月4日より配信リリースされた。

## 概要
前作「灰色の街」から3か月を置いてのシングルで、バンドとしては初の配信限定シングル。

## 収録曲
1. Rebirth
  - 作詞・作曲：大木伸夫

テレビ東京系列アニメ『あひるの空』第4クールオープニングテーマ。